# گوهرمرغ نوک‌زرد
گوهرمرغ نوک‌زرد (نام علمی: Carpodectes antoniae) نام یک گونه از تیره گوهرمرغان است.